# Trine Panum Kjeldsen
Trine Panum Kjeldsen (født 19. marts 1971 i Aarhus) er en dansk journalist.
Panum Kjeldsen er uddannet cand.phil. i dansk og medievidenskab fra Aalborg Universitet.
Hun blev ansat i 1996 på TV 2, var oprindelig vært på Morgennyhederne og arbejder i dag som studievært på TV 2 Nyhederne og redaktør på kriminalmagasinet Station 2 Efterlyst. Derudover er hun billedmaler.
Hun er søster til golfspilleren Søren Kjeldsen. Hun er gift med med Lars Steen Pedersen, med hvem hun har to børn.